# 부화
부화(孵化, hatching, incubation)란 알에서 나오는 것이다. 알 속에서 생물이 성장하며 알껍질이 얇아지며 스스로 깨고 나오게 된다.
한편 우화(羽化)는 번데기가 날개 있는 성충이 되는것을 가리키나 부화와 같은 개념으로 쓰이기도 하고 곤충학에서 사용하기도 한다.
알에서 갓 깨어난 새끼는 해츨링(hatchling)이라고 한다.

## 취소성
새에게있어서 취소성은 알들을 부화시키기위해 알을 품는 행위의 습성을 가리키며 둥지를 떠나지 않고 천적으로부터 알을 지키는 보호본능등 보다 다양한 행위로 나타난다. 또한 물고기들에게 있어서 취소성은 산란장을 지키며 알들이 부화할 수 있도록 물갈이나 천적으로부터 산란장을 목숨을 걸고 지키는 행위등을 일컫기도 한다.

## 같이 보기
- 탁란
- 탈피
- 유생